# Керімбюбю Шопокова
Керімбюбю Шопокова (кирг. Керимбүбү Шопокова; 1917—2013) — радянський працівник сільського господарства, буряковод, Герой Соціалістичної Праці (1957).

## Біографія
Народилася 19 грудня (6 грудня за старим стилем) 1917 року в селі Сокулук Пишпецького повіту Семиріченської області РРФСР (нині Сокулуцького району Чуйської області Киргизстану) в сім'ї селянина-бідняка.
Керімбюбю не виповнилося й одного року, коли помер батько, і в 13 років дівчинка залишилася круглою сиротою. Виховував Керімбюбю рідний дядько Сарин.
Зустрівши Дуйшенкула, вона полюбила його, і незабаром молоді стали чоловіком і дружиною. Молода сім'я вступила в знову організований колгосп. В середині 1930-х років у республіці з'являються перші трактори. Одним з перших трактористів у Сокулуцькому (в ті роки Кагановицькому) районі стає Дуйшенкул. Керімбюбю працювала на колгоспному полі, вирощувала буряк. У 1941 році, коли пішов на фронт її чоловік, Керімбюбю очолила ланку буряківниць в колгоспі (який згодом став носити його ім'я — Дуйшенкула Шопокова).
Дуйшенкул Шопоков загинув у 1941 році і першим з киргизів очолив список героїв війни. А вдова Героя на зборах комсомольців і молоді колгоспу першою внесла грошовий внесок на будівництво важкого танка, названого «Дуйшенкул Шопоков». Через п'ять років після загибелі Дуйшенкула вона отримала перший орден Трудового Червоного Прапора, через рік — орден Леніна.
Указом Президії Верховної Ради СРСР від 15 лютого 1957 року за видатні успіхи, досягнуті в справі збільшення виробництва цукрових буряків, бавовни і продуктів тваринництва, широке застосування досягнень науки і передового досвіду у вирощуванні бавовнику, цукрового буряка і отримання високих і стійких врожаїв цих культур Керімбюбю Шопоковій присвоєно звання Героя Соціалістичної Праці з врученням ордена Леніна і золотої зірки «Серп і Молот». Вищі нагороди були вручені першим керівником держави М.С. Хрущовим у Кремлі.
Шопокову неодноразово обирали депутатом Верховної Ради СРСР і Верховної Ради Киргизької РСР.
Член КПРС з 1944 року. Була делегатом XXI—XXIII з'їздів КПРС і III Всесоюзного з'їзду колгоспників.
Померла 23 грудня 2013 року на 97-му році життя.

## Нагороди
- Герой Соціалістичної Праці (1957).
- Нагороджена орденами Леніна (1947, 1957) і орденом Трудового Червоного Прапора (1946).
- У 1997 році Указом Президента Киргизької Республіки нагороджена орденом «Манас» II ступеня.[4]

## У мистецтві
Керімбюбю Шопокова стала дійовою особою в опері Газізи Жубанової «Москва за нами» («Двадцять вісім)», присвяченої подвигу 28 героїв-панфіловців. Першою виконавицею партії була співачка Бібігуль Тулегенова.